# Niko Nitai
Niko Nitai, sau Nicu Nitai (în ebraică ניקו ניתאי , n 1931 București - 23 martie 2020 Tel Aviv) a fost un actor de limbă ebraică și română,  regizor de teatru și dramaturg israelian, originar din România.
El a activat la Tel Aviv, unde a fost întemeietorul teatrului „HaSimta” din Jaffa (Yafo) și al teatrului „Karov” din Tel Aviv.
A devenit cunoscut publicului larg și prin participarea la emisiunea de televiziune pentru copii „Keshet veAnan” (Curcubeul și Norul) precum și pentru piesa-monolog „Căderea" după Albert Camus, pe care a jucat-o permanent începând din anul 1975.

## Biografie

### Copilăria și tinerețea
Nitai s-a născut sub numele Nicu Iacob în cartierul Crângaș din București și a învățat la școli evreiești, între care școala „Malbim” și liceul „Cultura”.
Printre profesorii de care a avut parte au fost scriitorul Mihail Sebastian și dirijorul Haim Schwartzman

Ulterior a studiat la București teatrul și arta cinematografică.
A debutat la Teatrul Nottara.
În anul 1961 a emigrat în Israel, unde a terminat titlul de master în teatru la Universitatea Tel Aviv.

## Activitatea teatrală în Israel
Debutul în noua țară și noua limbă l-a realizat în piesa „Îmblânzirea scorpiei” de Shakespeare, la Teatrul municipal Haifa. Apoi a jucat in piese numeroase , între care "Un tramvai numit dorință" de Tennessee Williams, „Richard al II-lea”  si „Visul unei nopți de vară” de Shakespeare. A apărut și pe scena Teatrului Național Habima , a teatrului HaOhel, a teatrului Tzavta, etc.
Nitai a mai și regizat numeroase spectacole, între care „Visul american”  și „Moartea lui Bessie Smith”  de Edward Albee, „Doi în balansoar” de William Gibson, „Prindeți hoțul!” de Yosef Tommy Lapid, „Moștenirea” de Shulamit Lapid, „Balconul” de Jean Genet, „Vestea” de Aharon Ashman, „Omul e om” de Bertolt Brecht etc.
S-a dedicat și scrierii de piese de teatru, ca de exemplu "Omul de spirit, curva și bufonul", "Grădinița neobligatorie a raiului",„Străzi pentru îndrăgostiți”, „Ipohondrii”, „Ceai și pantofi”,  și a regizat și jucat într-o parte din ele.
După o bogată activitate în teatrele consacrate de repertoriu, de la începutul anilor 1980 Niko Nitai s-a lansat în lumea teatrului "fringe", din afara establishmentului teatral Israelian.
În 1982 a întemeiat la Jaffa Teatrul „Hasimtá” („Ulița”) pe care l-a condus vreme de 18 ani. In 2001 a înființat trupa teatrului „fringe” „Karov” („Aproape”) care a funcționat în clădirea Merkazim din Tel Aviv, până la un incendiu devastator în anul 2003. Focul a mistuit manuscrise, costume, decoruri, precum și numeroase arhive ale lui Nitai. Teatrul a fost redeschis în 2004  în noul său sediu  din „Noua autogară centrală” a Tel Avivului.
Din 1975 Niko Nitai  a interpretat în permanență monologul dramatic „Căderea”, adaptare după Albert Camus. A mai jucat și în alte monologuri dramatice, ca de pildă „Gros câlin”, după Émile Ajar, „Eu, tu și iluziile” după Jean Cocteau și Paul Geraldi, și în „L.S.Dionysos” scris de el însuși.
În 2008 teatrul său, Karov, a prezentat piesa „A.A. femeie violentă” scrisă de Nitai cu participarea unora din actori, și care tratează subiectul actual al relațiilor în cadrul cuplurilor dintre bărbați și femei
Niko Nitay a decedat în martie 2020 la Tel Aviv, la vârsta de 88 ani.
A lăsat două fiice și cinci nepoți. Una din fiicele sale, Dorit Nitay Neeman, regizoare și actriță, îi continuă tradiția la conducerea Teatrului Karov, pe care l-a întemeiat.

## Premii și distincții
- 1996 - Premiul Rosenblum pentru întreaga sa activitate și contribuție la arta teatrală în Israel
- 2012 - Premiul Landau pentru teatru
- 2013 - Ordinul Meritul cultural cu grad de comandor din partea președintelui României, alături de regizorul  de filme Andrei Călărașu
- 2020 - Medalie de onoare din partea Ambasadei României în Israel, alături de actrița Lia Koenig

## Legături externe
- reportaj în „Realitatea evreiască” despre vizita Teatrului Karov la Timișoara, sept-oct 2006
- situl teatrului Karov în ebraică Arhivat în 11 martie 2012, la Wayback Machine.